# Coccyzus
Coccyzus és un gènere d'ocells de la família dels cucúlids (Cuculidae ).

## Taxonomia
El gènere Coccyzus va ser introduït el 1816 per l'ornitòleg francès Louis Pierre Vieillot per acomodar una sola espècie, Comte de Buffon "Coucou de la Caroline", ara el Cucut becgroc. Aquesta és, per tant, l'espècie tipus. El nom del gènere prové del grec antic kokkuzō que significa "plorar el cucut".
Els resultats d'un estudi filogenètic molecular de la família del cucut per Michael Sorenson i Robert Payne que es va publicar el 2005 van conduir a una reorganització d'alguns gèneres. A partir d'aquest estudi, els gèneres Saurothera (els cucuts de sargantana) i Hyetornis (cucuts de panxa castanya i de llorer) es van agrupar amb Coccyzus mentre que el Cucut cendrós i cucut nan, en un moment separat a Micrococcyx, es va trobar que eren parents més propers del Cucut esquirol menut, abans a Piaya. Aquestes tres espècies es van situar en el gènere ressuscitat Coccycua.

## Llista d'espècies
Aquest gènere està format per 14 espècies:
- cucut becgroc (Coccyzus americanus).
- cucut sargantaner de les Bahames (Coccyzus bahamensis).
- cucut becnegre (Coccyzus erythropthalmus).
- cucut d'Euler (Coccyzus euleri).
- cucut de l'illa del Coco (Coccyzus ferrugineus).
- cucut capgrís (Coccyzus lansbergi).
- cucut sargantaner de la Hispaniola (Coccyzus longirostris).
- cucut daurat (Coccyzus melacoryphus).
- cucut sargantaner de Cuba (Coccyzus merlini).
- cucut de manglar (Coccyzus minor).
- cucut becgròs de Jamaica (Coccyzus pluvialis).
- cucut becgròs de la Hispaniola (Coccyzus rufigularis).
- cucut sargantaner de Jamaica (Coccyzus vetula).
- cucut sargantaner de Puerto Rico (Coccyzus vieilloti).